# John Cherleton, 2. Baron Cherleton

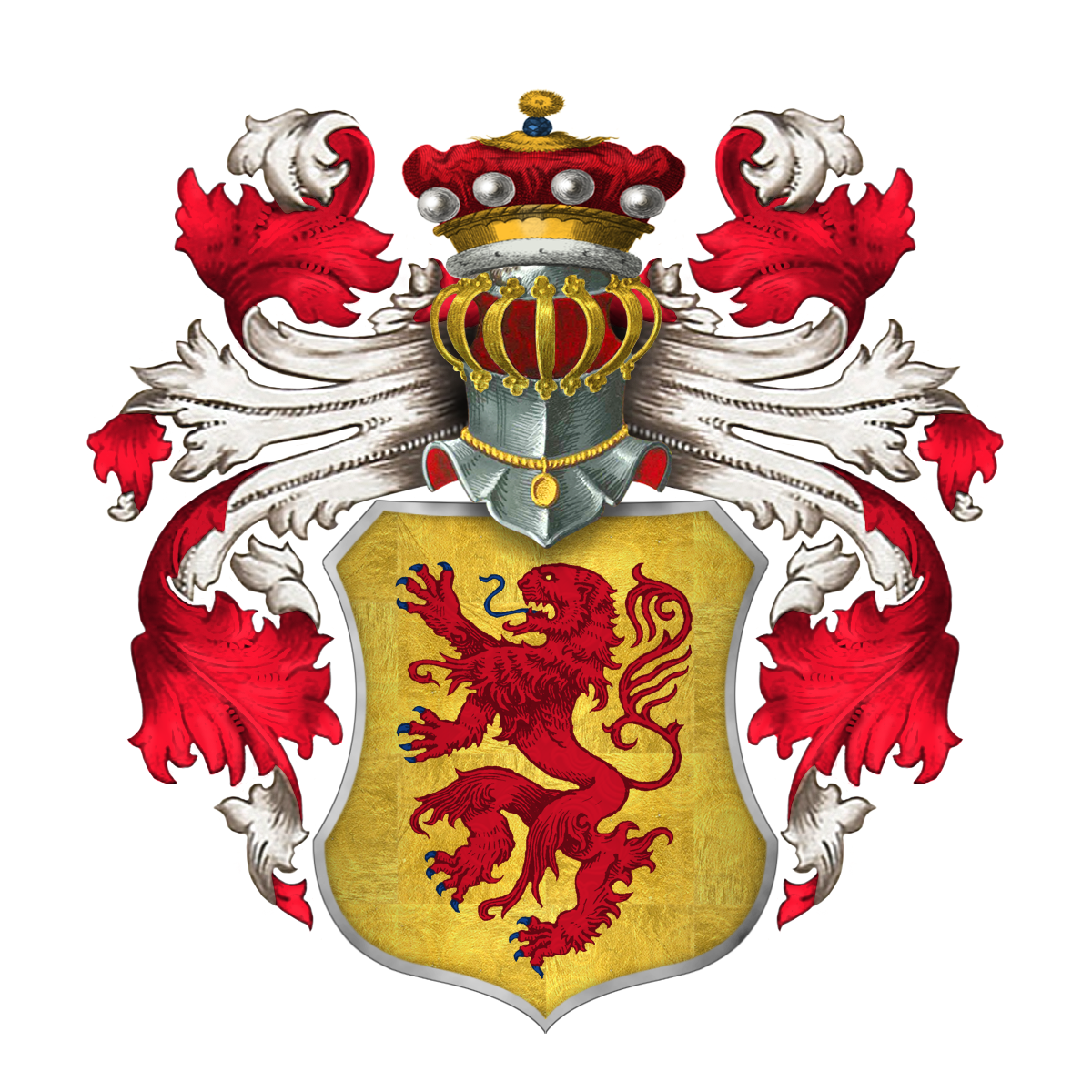
Wappen der Barone Charlton

John Cherleton, 2. Baron Cherleton (auch Charleton oder Charleton; † vor 30. August 1360) war ein anglo-walisischer Marcher Lord.
John war der älteste Sohn von John Cherleton, 1. Baron Cherleton und von Hawise de la Pole, der Erbin der walisischen Herrschaft Powys. Er kämpfte während des Hundertjährigen Kriegs in den 1350er Jahren unter dem Schwarzen Prinzen in der Gascogne. Nach dem Tod seines Vaters erbte er 1353 die Herrschaft Powys. Im März 1354 wurde erstmals als Baron Cherleton in das Parlament berufen. 1359 wurde er Chamberlain of the Household, starb jedoch kurz vor dem 30. August 1360.
Er wurde vor dem 13. April 1319 mit Maud Mortimer, einer Tochter von Roger de Mortimer of Wigmore und von Joan de Geneville verheiratet. Mit ihr hatte er mindestens einen Sohn, der sein Erbe wurde:
- John Cherleton, 3. Baron Cherleton (um 1334–1374)